# Groupe Carnival
Pour les articles homonymes, voir Carnival.
Carnival Plc aussi connu comme le Groupe Carnival est un ensemble de sociétés du secteur du tourisme, spécialiste et plus important opérateur du marché des croisières. En 2020, le groupe possède 102 bateaux, qui véhiculent plus de 50% des croisiéristes du monde (soit environ 13 millions de croisiéristes par an, ou 225 000 à bord par jour, en moyenne. Selon le Groupe : « en combinant les plus de 225 000 croisiéristes par jour aux 100 000 employés à bord, plus de 325 000 personnes naviguent quotidiennement à bord de la flotte de Carnival Corporation, totalisant environ 85 millions de jours de croisière par an ». 
En 2019, le chiffre d'affaires de Carnival était estimé à environ 20,8 milliards de dollars ; et la fortune de Micky Arison son PDG serait de plus de 5 milliards de dollars ; valeur nette estimée à 5,1 milliards de dollars par Forbes en 2020 pour 2019, soit la 59ème fortune dans le monde en 2019). En 2012, Forbes le classait 55e fortune du monde avec un capital estimé à 5,8 milliards de dollars, qui lui avait notamment permis d'acheter l'équipe NBA du Heat de Miami).

## Histoire
Durant des siècles le bateau a été le moyen le plus rapide de passer d'un continent à l'autre. La machine à vapeur puis les moteurs diesel augmentent leur vitesse (en 1952, le paquebot United States, qui peut atteindre 75 km/h, un record historique, relie les Etats-Unis à l'Europe en trois jours et demi) mais les avions sont bien plus rapides et deviennent plus sûrs et confortables.

Six ans plus tard, en 1958, le nombre de passagers aériens dépasse celui des passagers maritimes, puis 12 ans après, 96% des trajets transatlantiques se font en avion. Les paquebots deviennent alors inutiles et coûteux. Selon Ross Klein (spécialiste de la sociologie des croisières), « la solution trouvée a été de les convertir en paquebots de loisirs, récréatifs, de croisière ».
Parmi les pionniers de cette conversion, figure Ted Arison, qui en en 1972 fonde une société de croisière (qui ne prendra le nom de Carnival qu'en 1994). Il vend le rêve de la croisière, mais comprend qu'il pourra aussi facilement vendre à sa clientèle captive à bord des alcools et autres biens et empocher des bénéfices supplémentaires via les casinos installés à bord ; ces revenus connexes deviennent l'un des facteurs-clés de la réussite de l'entreprise.
En 1987, Ted Arison vend 20 % de ses parts dans la compagnie, devenue le leader de l'industrie, à l'occasion de son introduction en bourse. Parallèlement, le groupe cherche à se renforcer par de la croissance externe en achetant des compagnies plus petites. À cette époque, le marché est très fragmenté et dominé par de petits armateurs présents sur leurs seuls marchés nationaux, mais qui sont souvent dans des situations financières délicates. En 1989, Carnival échoue dans sa tentative de rachat de Royal Caribbean Cruise Line mais acquiert Holland America Line, compagnie premium basée à Seattle qui détient aussi Windstar Cruises, spécialisée dans les croisières en Alaska, et le voyagiste Westours (désormais appelé Holland America Tours).
- « Seabourn Cruise Line » (1992) (croisières de luxe) ;
- « Costa Croisières » (1997) ;
- « Cunard Line » (1998).

En avril 2003, « Carnival Corporation & PLC » est créée par la fusion entre « Carnival Corporation » et « P&O Princess Cruises plc », filiale du groupe britannique de navigation et de logistique P&O, regroupant, dans la nouvelle société, leurs 66 bateaux de croisières (+12 en construction).
Les principaux concurrents de Carnival Corp. sont la MSC Croisières, la Royal Caribbean International, Disney Cruise Line ou encore Norwegian Cruise Line.
En 2020, lourdement affecté financièrement par la crise sanitaire du Covid19, le groupe décide de se défaire de 13 paquebots de croisière, répartis sur les différentes compagnies.

## Principaux actionnaires
Au 11 décembre 2019:
| Capital Research & Management (filiale de The Capital Group Companies) | 20,7% |
| Micky Arison                                                           | 17,2% |
| Capital Research & Management (World Investors)                        | 8,78% |
| SunTrust Banks, Inc. (Wealth Management)                               | 7,31% |
| The Vanguard Group                                                     | 5,77% |
| PRIMECAP Management                                                    | 4,19% |
| Invesco Advisers                                                       | 3,58% |
| SSgA Funds Management                                                  | 3,36% |
| Northern Trust Investments (Investment Management)                     | 3,03% |
| Capital Research & Management (Global Investors)                       | 2,78% |

## Sociétés du groupe
12 sociétés de croisières maritimes :
- Carnival Cruise Lines
- Costa Croisières
- Holland America Line
- Princess Cruises
- Seabourn Cruise Line
- P&O Cruises
- P&O Cruises Australia
- Cunard Line
- Ocean Village
- Aida Cruises
- Ibero Cruceros (fermé en 2014)

S'y ajoutent :
1 entreprise d'excursion ferroviaire
- Princess Tours (Alaska et Yukon)

1 chaîne d'hôtel
- Westmark Hotels (Alaska et Yukon)

3 chaînes de transport terrestre
- Gray Line Seattle
- Gray Line Alaska
- Gray Line Yukon

En 2008, Carnival a revendu sa filiale Windstar Cruises.

## Flotte
Au début des années 2000, l'ensemble du groupe Carnival exploitait un parc de 94 navires de croisières et en avait 13 autres en construction (livrables entre 2008 et 2012). De 1983 à 2004, il a lancé 30 nouveaux bateaux de croisières.

### Navires de Carnival cruise lines
La flotte de Carnival Cruise Lines est composée de 27 navires .
Classe Conquest
- Carnival Conquest
- Carnival Freedom
- Carnival Glory
- Carnival Liberty
- Carnival Valor

Classe Splendor
- Carnival Splendor

Classe Destiny
- Carnival Destiny

Classe Triumph
- Carnival Triumph
- Carnival Victory

Classe Fantasy
- Carnival Ecstasy
- Carnival Elation
- Carnival Fantasy
- Carnival Fascination
- Carnival Imagination
- Carnival Inspiration
- Carnival Paradise
- Carnival Sensation

Classe Spirit
- Carnival Legend
- Carnival Miracle
- Carnival Pride
- Carnival Spirit

Classe Dream
- Carnival Dream
- Carnival Magic
- Carnival Breeze

Classe Vista
- Carnival Vista
- Carnival Horizon
- Carnival Panorama

### PaquebotsCosta Croisières
Début Mai 2022, la flotte de Costa Croisières est composée de 11 navires, nombre en diminution par suite de la crise de la Covid-19 qui a poussé la compagnie à se défaire de plusieurs navires. Cette compagnie est pionnière et leader du marché des croisières en Europe. Elle a commandé 4 navires de Classe Excellence + une option pour 6 navires (2 pour Costa et 2 pour sa filiale Aida). Il s'agira des plus gros navires au monde en nombre de passagers et les plus gros du groupe Carnival.
- Costa Fortuna
- Costa Pacifica
- Costa Luminosa
- Costa Deliziosa
- Costa Favolosa
- Costa Fascinosa
- Costa Diadema
- Costa Venezia
- Costa Firenze
- Costa Smeralda
- Costa Toscana

### Navires de Holland America Line
La flotte de Holland America Line comprend 15 navires.
- MS Amsterdam
- MS Eurodam
- MS Maasdam
- MS Nieuw Amsterdam
- MS Noordam
- MS Oosterdam
- MS Prinsendam
- MS Rotterdam
- MS Ryndam
- MS Statendam
- MS Veendam
- MS Volendam
- MS Westerdam
- MS Zaandam
- MS Zuiderdam

### Navires de Princess Cruises
La flotte de Princess Cruises comprend 18 navires, dont 1 en construction :
- Caribbean Princess
- Coral Princess
- Crown Princess
- Dawn Princess
- Diamond Princess
- Emerald Princess
- Golden Princess
- Grand Princess
- Island Princess
- Ruby Princess
- Ocean Princess
- Regal Princess
- Royal Princess
- Pacific Princess
- Sun Princess
- Star Princess
- Sea Princess
- Sapphire Princess

### Navires de Seabourn Cruise Line
La flotte de Seabourn Cruise Line comprend 6 navires :
- Seabourn Pride
- Seabourn Spirit
- Seabourn Legend
- Seabourn Odyssey
- Seabourn Sojourn
- Seabourn Quest

### Navires de P & O Cruises
La flotte de P & O Cruises comprend 7 navires :
- Adonia
- Arcadia
- Aurora
- Oceana
- Oriana
- Ventura
- Azura

### Navires de P & O Cruises Australia
- Pacific Pearl
- Pacific Dawn
- Pacific Jewel

### Navires de Cunard Line
- Queen Mary 2
- Queen Victoria
- Queen Elizabeth

### Navires de Aida Cruises
- AIDAaura
- AIDAcara
- AIDAvita
- AIDAdiva
- AIDAbella
- AIDAluna
- AIDAblu
- AIDAsol
- AIDAstella
- AIDAmar
- AIDAmira

## Données chiffrées
- CA 2003 : 6 718 millions d'euros
- CA 2004 : 9 737 millions d'euros
- PER 2004 : 25,1
- Nombre de clients : 5,4 millions
- Nombre d'employés : 65 000

## Impacts environnementaux
L'organisation européenne Transport et Environnement a estimé en 2019 que les 43 navires de la société émettaient 10 fois plus de pollution par les SOx que l'ensemble de voitures en Europe. Les villes portuaires les plus touchées étant principalement localisées en mer Méditerranée : Barcelone, Palma de Majorque et Venise. Les pays les plus touchés étant l'Espagne, l’Italie, la Grèce, la France, et la Norvège.

## Déboires sanitaires et de sécurité
Des bateaux du Groupe Carnival ont été le lieu d'agressions et crimes sexuels que la justice a du mal à traiter, ces navires naviguant sous pavillon de complaisance et le groupe étant basé dans des paradis fiscaux. Une étude a conclu à un « nombre anormalement élevé de crimes sexuels sur les croisières américaines » (avec par exemple en 2016 selon les statistiques du département américain des transports : 62 cas de crimes sexuels répertoriés, 2 morts, 6 disparitions, 14 agressions avec blessure grave et 6 vols d'une valeur de plus de 10 000 dollars).
Le 13 janvier 2012, le Costa Concordia (affrété par une filiale du groupe Carnival) fait naufrage près de l'île de Giglio (Italie), causant la mort de 32 personnes,
En 2013, le groupe a été en butte à des problèmes électriques, à un incendie en salle des machines et à de graves problèmes de toilettes bouchées sur le Carnival Triumph au large du Golfe du Mexique, épisode qui fut à l'origine de l'expression "poop cruise" («croisière caca»).
En 2019-2020, le groupe a continué à opérer et à faire de la publicité pour ses croisières, malgré l'épidémie de COVID-19 à Wuhan (due au nouveau coronavirus SARS-CoV-2 et qui s'est rapidement transformée en pandémie de COVID-19, à la suite de quoi plus de 1.500 personnes ont été diagnostiquées positives au virus sur les bateaux du groupe Carnival, virus dont plusieurs dizaines de personnes sont mortes, parfois sur le navire même. Finalement, mi-mars 2020, toutes les croisières ont été suspendues aux États-Unis forçant de centaines de navires à s'ancrer ou à s'amarrer au large ou dans divers ports des Bahamas ou des États-Unis.
Le 18 mars 2020, Donald Trump a annoncé à la presse que Micky Arison l'avait appelé pour lui proposer d'utiliser ses navires de croisière inactifs, dans la bataille contre le nouveau coronavirus, sans précision sur la manière dont ces navires pourraient être utiles, mais ajoutant qu'il en parlerait aux gouverneurs de Californie et de New York (par exemple comme logements d'urgence.lors du confinement).

## Violations répétées des lois environnementales
En 2002, la Carnival Corporation a plaidé coupable devant le tribunal de grande instance des États-Unis à Miami pour falsification de documents concernant les eaux de cale contaminées par des hydrocarbures que six de ses navires avaient jetées à la mer de 1996 à 2001. La société Carnival Corporation a été condamnée à payer 18 millions de dollars d’amendes et de travaux d'intérêt général, cinq ans de probation et l'obligation de se soumettre à un programme mondial de conformité environnementale supervisé par les tribunaux pour chacun de ses navires de croisière.
Une amende de 40 millions de dollars a été infligée en 2016 à Princess Cruise Lines pour avoir déversé des déchets mazoutés dans les mers et menti pour le dissimuler. Selon les autorités fédérales, il s'agissait de la "plus grande sanction pénale jamais infligée" pour la pollution intentionnelle d'un navire. Les fonctionnaires ont déclaré que ces pratiques avaient commencé en 2005 et avaient persisté jusqu'en août 2013, lorsqu'un ingénieur récemment embauché avait révélé l'affaire. Dans le cadre de son accord de plaidoyer, les navires de la société mère Carnival Cruise lines, ont été soumis à un plan de conformité environnementale supervisé par un tribunal pendant cinq ans.
En 2019, pour violation des conditions de probation de 2016, le juge fédéral Patricia Seitz menace de bloquer l'accès des navires du groupe aux ports des États-Unis et condamnées Carnival et Princess Cruise Lines à payer une amende supplémentaire de 20 millions de dollars. Les nouvelles violations incluaient le déversement de plastique dans les eaux des Bahamas et dans l'enceinte du parc national de Glacier Bay, en Alaska, la falsification de dossiers et l'interférence avec la supervision du tribunal.

## Activité de lobbying

### Aux États-Unis
Selon le Center for Responsive Politics, les dépenses de lobbying du groupe Carnival aux États-Unis s'élèvent en 2018 à 480 000 dollars.

### Auprès des institutions de l'Union européenne
Le groupe Carnival est inscrit depuis 2017 au registre de transparence des représentants d'intérêts auprès de la Commission européenne, et déclare en 2018 pour cette activité des dépenses annuelles d'un montant compris entre 200 000 et 300 000 euros.
Le groupe est également membre du lobby Cruise Lines International Association Europe ( Clia ), inscrit depuis 2017 au registre de transparence des représentants d'intérêts, et qui déclare pour 2018 des dépenses annuelles d'un montant compris entre 700 000 et 800 000 euros.

## Activités philanthropiques
Carnival Corporation a une subdivision philanthropique appelée Carnival Foundation. En 2019, la Fondation Carnival s'engage à verser un don de 2 millions de dollars aux efforts de reconquête des Bahamas à la suite de l'ouragan Dorian.